# Cisna
Cisna [ˈt͡ɕisna] (tiếng Ukraina: Тісна, Tisna) là ngôi làng chính của Gmina Cisna thuộc Lesko County, ở Subcarpathian Voivodeship (tỉnh) của khu vực Đông Nam Ba Lan. Nó nằm ở ngọn đồi Solinka giữa dãy núi Bieszczady.

## Lịch sử
Ngôi làng đã được thành lập vào năm 1552 bởi gia đình Bals.
Jacek Fredro đã thành lập một công ty thợ rèn ở đây, nơi cung cấp cho khu vực này các dụng cụ nông nghiệp, nồi và bếp lò. Con trai của ông Aleksander Fredro, một nhà thơ, nhà viết kịch và nhà văn nổi tiếng người Ba Lan, được sinh ra ở đây.
Trong những năm từ 1890 đến 1895, một tuyến đường sắt khổ hẹp đã được xây dựng đến Nowy Łupków và vào năm 1904 mở rộng đến Kalnica. Trong giai đoạn giữa 2 cuộc chiến, Cisna là một trong những ngôi làng chính ở Bieszczady và là nơi nổi tiếng để dành kỳ nghỉ, tăng lên 60.000 cư dân.
Chiến tranh thế giới thứ hai đã phá hủy gần như toàn bộ ngôi làng. Sau đó, từ năm 1945 đến 1947, giao tranh vẫn tiếp diễn ở khu vực giữa quân đội Ba Lan và Liên Xô và Quân đội nổi dậy Ukraine. Ngôi làng đã bị quân đội nổi dậy Ukraine đốt cháy vào năm 1946 và tất cả dân làng đã được chuyển đi. Một số người rời Cisna vào ngày 29 tháng 4 năm 1947 (Chiến dịch Vistula) và chuyển đến khu vực Gdańsk của Ba Lan. Một số người đã đến SSR Ukraine năm 1946.

## Dân số
- 1921 - 166 người Ba Lan, 132 người Nga, 118 người Do Thái
- 2006 - 410 người Ba Lan

## Những con đường mòn đi bộ đường dài
- Tuyến đi bộ châu Âu E8 
  - Prešov - Miháľov - Kurimka - Dukla - Iwonicz-Zdrój - Rymanów-Zdrój - Pulawy - Tokarnia 778 m hay 2.552 ft) - Kamień (717 m hay 2.352 ft   - Komańcza - Cisna - Ustrzyki Gorne - Tarnica - Wołosate.